# Amfreville-les-Champs, Eure
Amfreville-les-Champs là một xã của tỉnh Eure, thuộc vùng Normandie, miền bắc nước Pháp.